# Belfried (Gent)

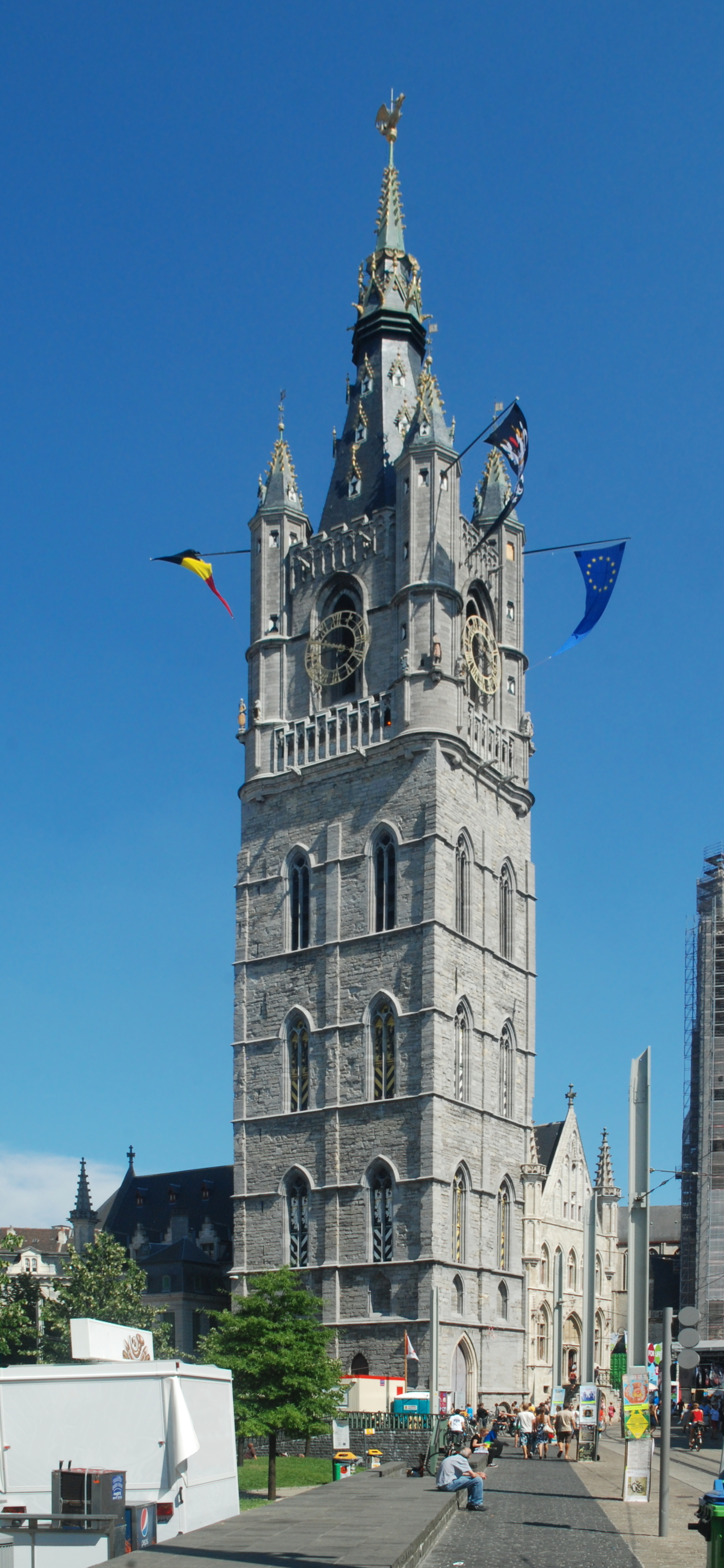
Genter Belfried mit Mammelokker und dahinterliegender Tuchhalle links

Der Genter Belfried ist 95 Meter hoch und steht im Zentrum der flämischen Stadt Gent. Er erhebt sich zwischen St.-Bavo-Kathedrale und St. Niklaskirche, mit deren Türmen er auf einer Linie steht. Gemeinsam bilden sie die berühmte Genter Dreiturmreihe drie torens van Gent. Die Genter Tuchhalle ist mit dem Belfried verbunden und beherbergt auch den Turmeingang.
Berühmt sind die vier steinernen Wächterfiguren aus dem Jahre 1339 auf den Ecktürmen (heute in Kopien), die große Rolandglocke von 1660 (6070 kg), ein Glockenspiel von 1659, die Turmuhr von 1912 und v. a. der legendäre, 1377 gegossene „Drache von Gent“ als Turmspitze.
Das Secreet im Genter Belfried, in dem wichtige Privilegien aufbewahrt wurden, hatte zwei Türen mit je drei Schlössern, deren Schlüssel im Besitz verschiedener Handwerkerzünfte waren. Der Schrank mit den Urkunden hatte 18 Riegel, die wiederum mit 3 Schlüsseln geschlossen wurden. Diese wurden vom Vogt und den Hauptschöffen aufbewahrt.

## Geschichte
Der Bau des Belfried begann wahrscheinlich schon vor 1314 – aus jenem Jahr liegen die ersten bekannten und erhaltenen Rechnungen vor – nach einem Plan von Jan van Haelst. Das Original des Bauplans befindet sich im Stadtmuseum Gent (STAM).
1323 waren bereits vier Bauabschnitte von geplanten sechs realisiert. Zwischen 1377 und 1380 wurde eine vorläufige hölzerne Turmbekrönung angebracht. Darauf wurde die 1377 gegossene und aus Brügge hergebrachte Figur des legendarischen 'Drachen von Gent' aufgesetzt. Im Laufe der folgenden Jahrhunderte wurde die Turmspitze wiederholt angepasst.
Der Turm diente nicht nur als Festungs- und Brandschutzturm, sondern beherbergte auch das geheime Archiv, in dem die bedeutenden Privilegien der Stadt aufbewahrt wurden. Dieses hatte zwei Türen mit jeweils drei Schlössern, deren Schlüssel sich im Besitz verschiedener Zünfte befanden; der Urkundenschrank hatte achtzehn Riegel, die wiederum mit drei Schlüsseln geschlossen wurden. Diese wurden vom Vogt und den Hauptschöffen aufbewahrt.
Die größte Glocke des Turmes, die Rolandsglocke (Klokke Roeland) gab das Signal zum Öffnen und Schließen der Stadttore, wies auf Brände hin und läutete auch bei besonderen Ereignissen, auch bei gewonnenen Schlachten, weshalb Kaiser Karl V. nach der erfolgreichen Niederschlagung der Aufstände die Glocke entfernen ließ.
Nach verschiedenen hölzernen Turmspitzen bekam der Belfort 1852 eine neogotische gusseiserne Spitze. Ein halbes Jahrhundert später hat sich der Zustand dieser Spitze so dramatisch verschlechtert, dass man vor der Weltausstellung von 1913 einen Wettbewerb für eine neue Turmspitze ausschrieb, den der Vorschlag von Valentin Vaerwyck, der auf der mittelalterlichen Turmspitze basierte, für sich gewinnen konnte. Da die Arbeiten im Angesichte der folgenden Weltausstellung schnell durchgeführt mussten, haben sich im Nachhinein viele Makel an der Ausführung gezeigt, so etwa bei der Verbindung zwischen dem steinernen Rumpf und dem neuen steinernen Glockenhaus. 1967 und 1980 wurden daher Restaurierungsarbeiten durchgeführt.
Seit 1936 ist der Turm mit seinen anliegenden Bauten denkmalgeschützt. Der Genter Belfried gehört zusammen mit der Tuchhalle und dem „Mammelokker“ seit 1999 auch zum UNESCO-Weltkulturerbe.

## Tuchhalle
Der Bau der Tuchhalle, die sich an den Belfried anschließt, wurde 1425 begonnen. Die Arbeiten kamen 1441 zum Erliegen. Von elf geplanten Giebeln wurden lediglich sieben realisiert. Erst 1903 wurden die vier fehlenden Giebel nach den ursprünglichen Plänen ergänzt.
Seit 1613 machten die Fechter der Königlichen und Ritterlichen Hauptgilde von St. Michael (Koninklijke en Ridderlijke Hoofdgilde van Sint-Michiel) Gebrauch von den Obergeschossen der Tuchhalle. Das einstige Stadtregiment hatte hierzu die Zustimmung erteilt, weil die Fechter mitverantwortlich für die Verteidigung der Stadt waren. Angesichts der Tatsache, dass die Gilde heute noch besteht und der Beschluss von 1613 noch stets als rechtsgültig erachtet wird, ist dieser Teil der Tuchhalle auch noch stets offizieller Ort der Zusammenkunft.

## Mammelokker

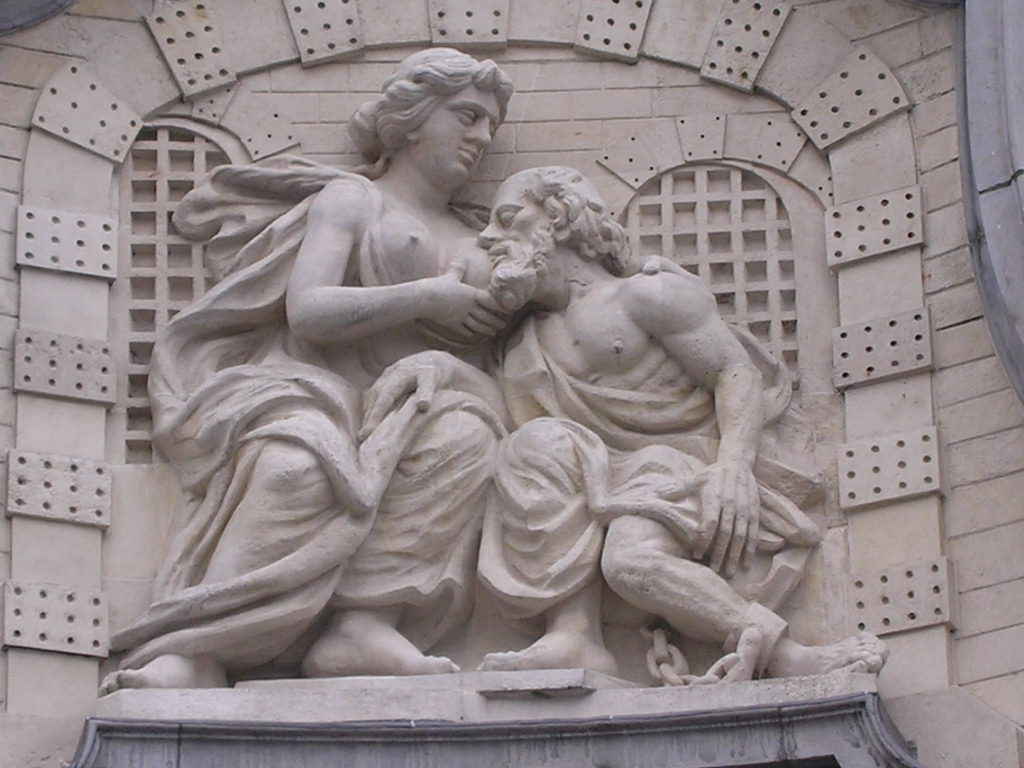
Reliefdetail

Der „Mammelokker“ ist ein kleiner Annexbau von 1741 im Stile des Louis-quinze nach einem Entwurf von David ’t Kindt und diente als Wachstube des Stadtgefängnisses, welches den Keller der alten Tuchhalle von 1742 bis 1902 in Beschlag nahm.
Der Name entstammt dem Genter Dialekt und bedeutet wörtlich Brustsauger („mamme“ = Brust; „lokken“ = saugen). Er bezieht sich auf die alte Legende der „Römischen Mildtätigkeit“ (Caritas Romana), die im Tympanonrelief dargestellt und in die lokalen Gegebenheiten übertragen worden ist. Die ursprüngliche Legende entstammte den Dictorum factorumque memorabilium libri IX („Neun Bücher über erinnerungswürdige Sagen und Taten“), einem Werk des Valerius Maximus um 31 n. Chr.
Der Legende nach wurde ein Gefangener namens Cimon zum Tode durch Verhungern verurteilt, aber er weigerte sich zu sterben. Seine als Amme tätige Tochter Pero durfte ihn jeden Tag besuchen, allerdings ohne ihm Nahrung mitzubringen. Es gelang ihr allerdings, ihn heimlich an ihrer Brust zu säugen und so sein Überleben zu sichern. Da der Vater auch nach längerer Zeit nicht starb, ließ der Richter die Frau während ihrer Besuche durch die Gefängniswärter heimlich im Auge behalten. Als diese ihr Tun bemerkten, konfrontierte er die Frau mit ihren Taten, worauf die Frau ihm in der Genter Version entgegnete, dass sie dies im Vertrauen auf Gott getan habe. Der Richter fand dies so wohltätig und gut, dass er sich beiden gegenüber gnädig zeigte und ihren Vater freiließ.
Heute fungiert das Gebäude als Büro des Genter Ombudsdienstes.

## Galerie

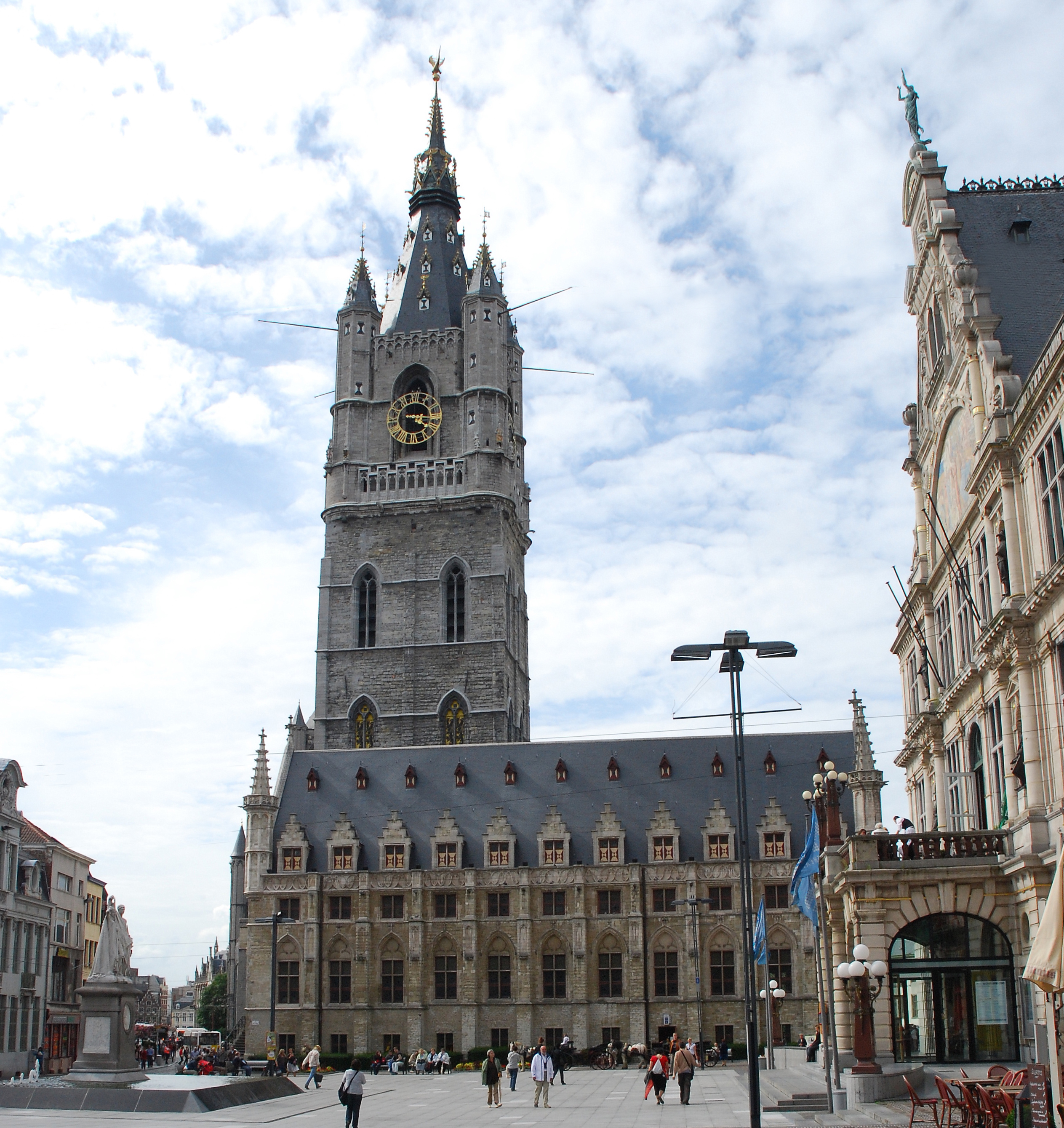
Belfried mit Tuchhalle und dem Nationaltheater Gent rechts
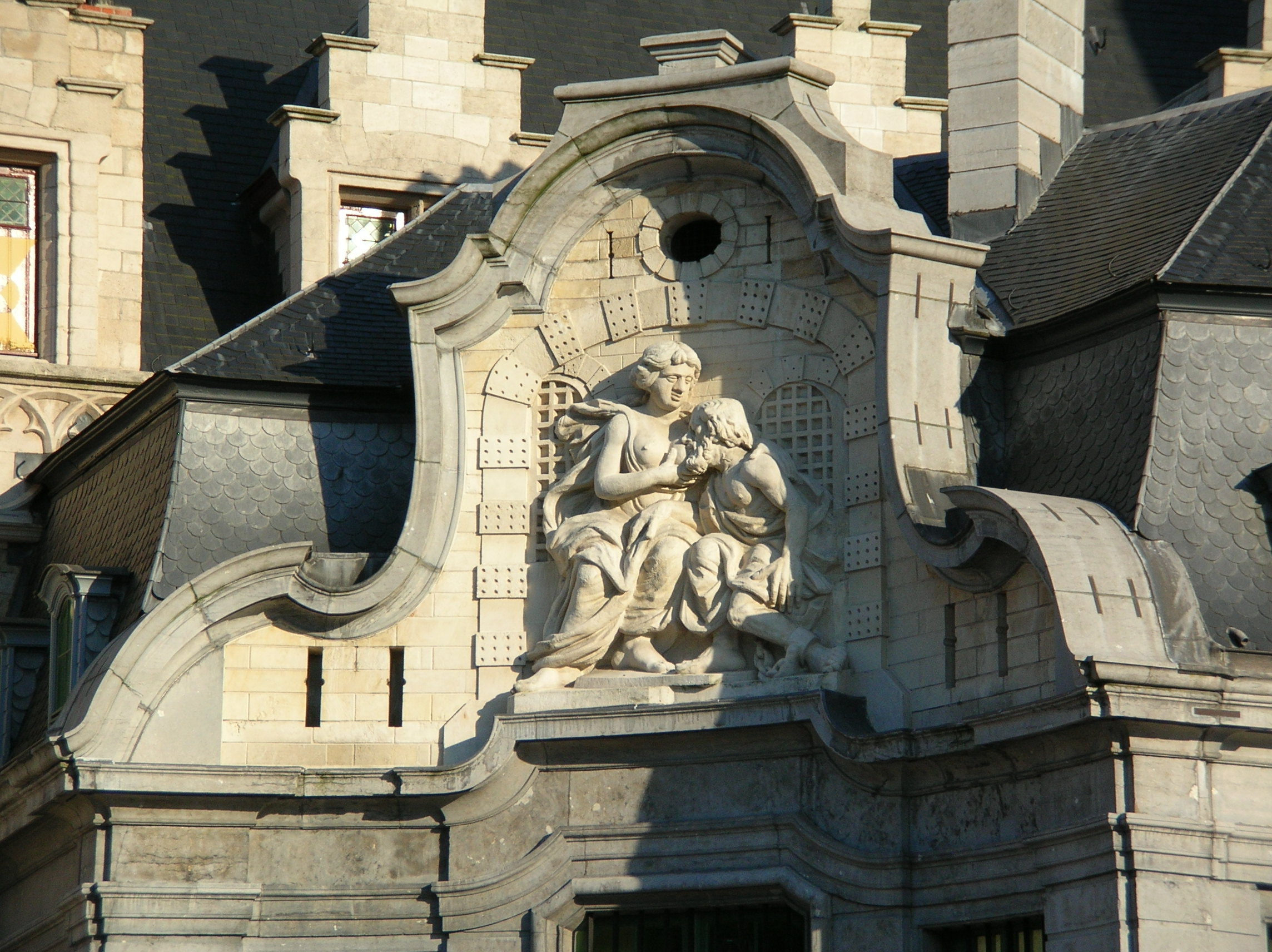
Bildliche Darstellung der Mamelokker-Legende
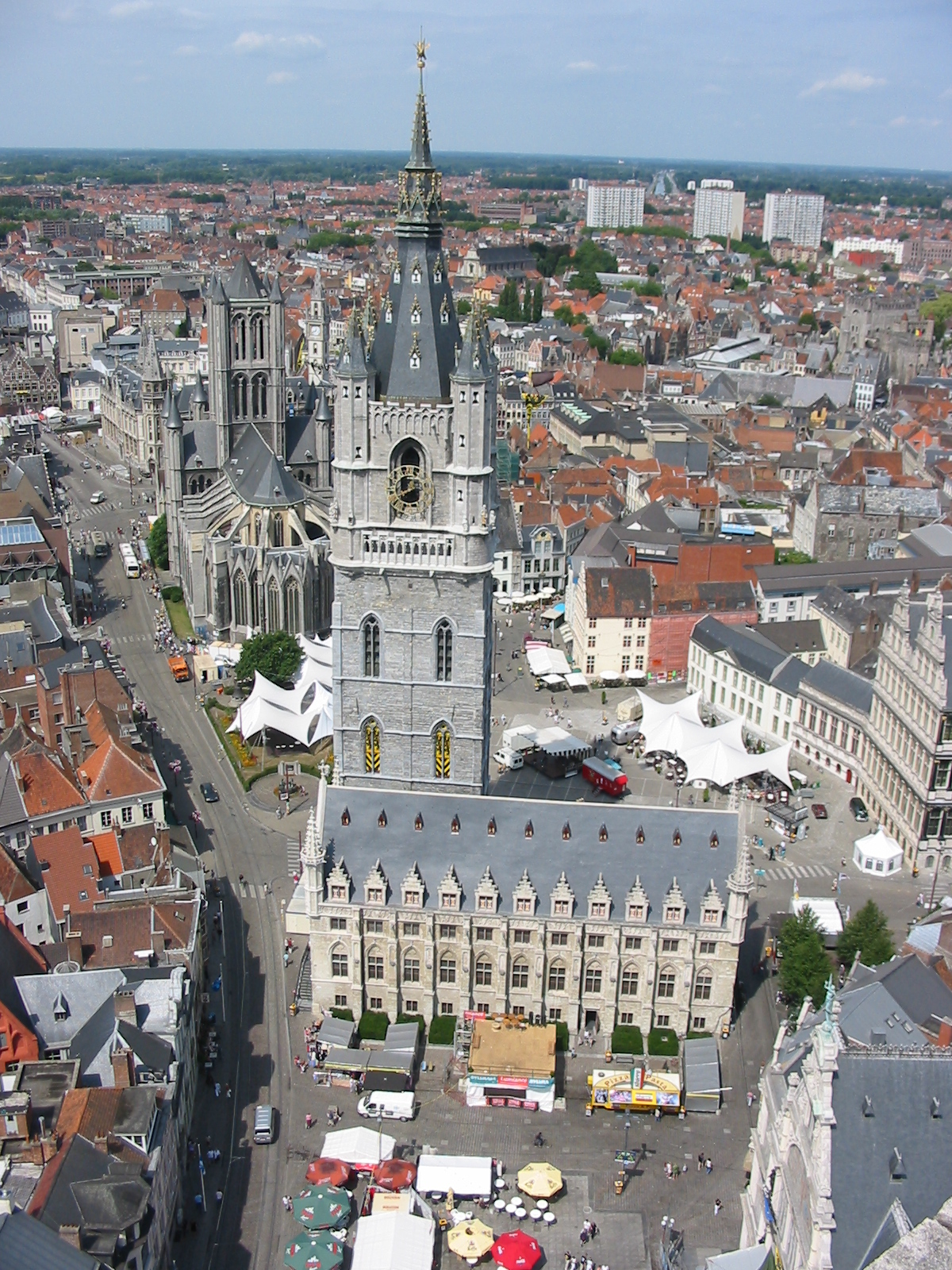
Sicht auf den Belfried und die Genter Tuchhalle von der St. Bavokrathedrale; dahinter die St. Niklaskirche
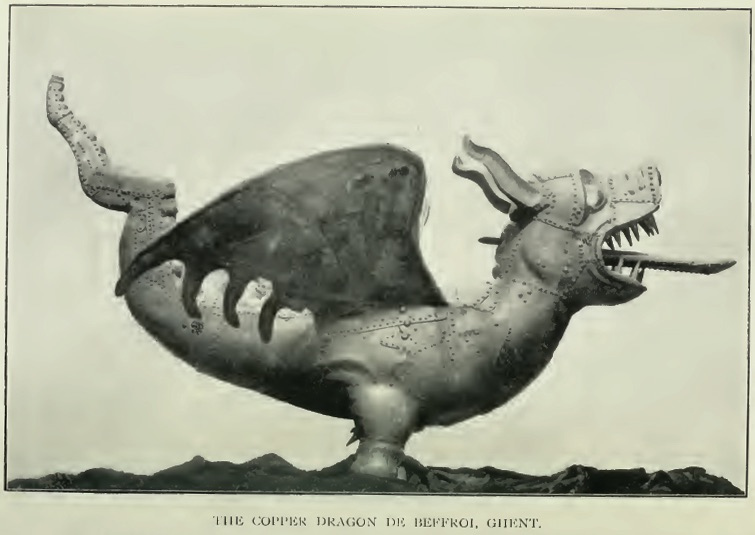
Darstellung des vergoldeten Kupferdrachens
Sicht auf den Belfried und St. Bavokrathedrale im 19. Jh.